# Ménat
Le ménat est un grand collier de perles à contrepoids, symbole de fécondité et associé à la déesse Hathor, (qui le porte plus souvent à la main qu'autour du cou).

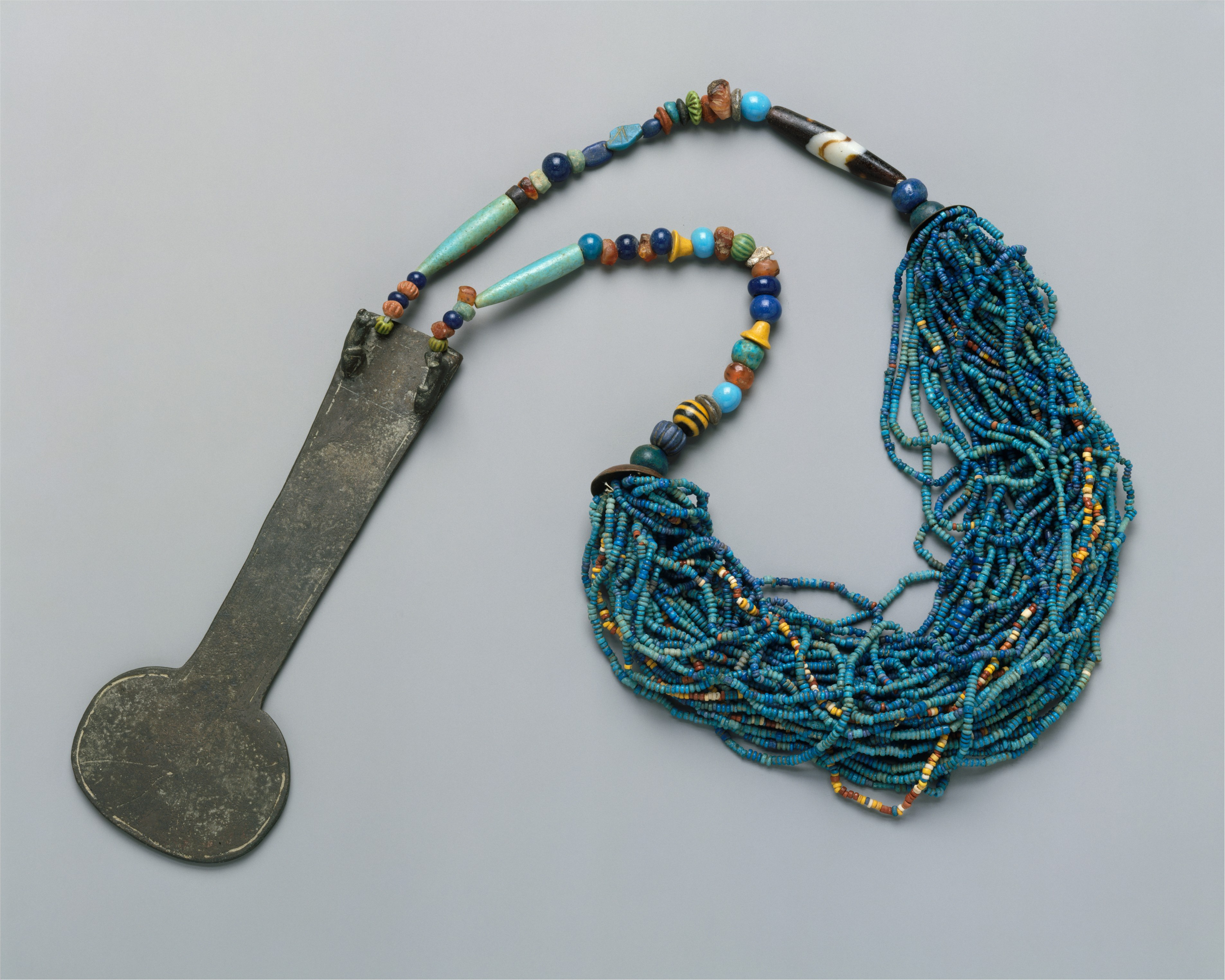
Collier Ménat de Malqata, fin de la XVIIIe dynastieMetropolitan Museum of Art.
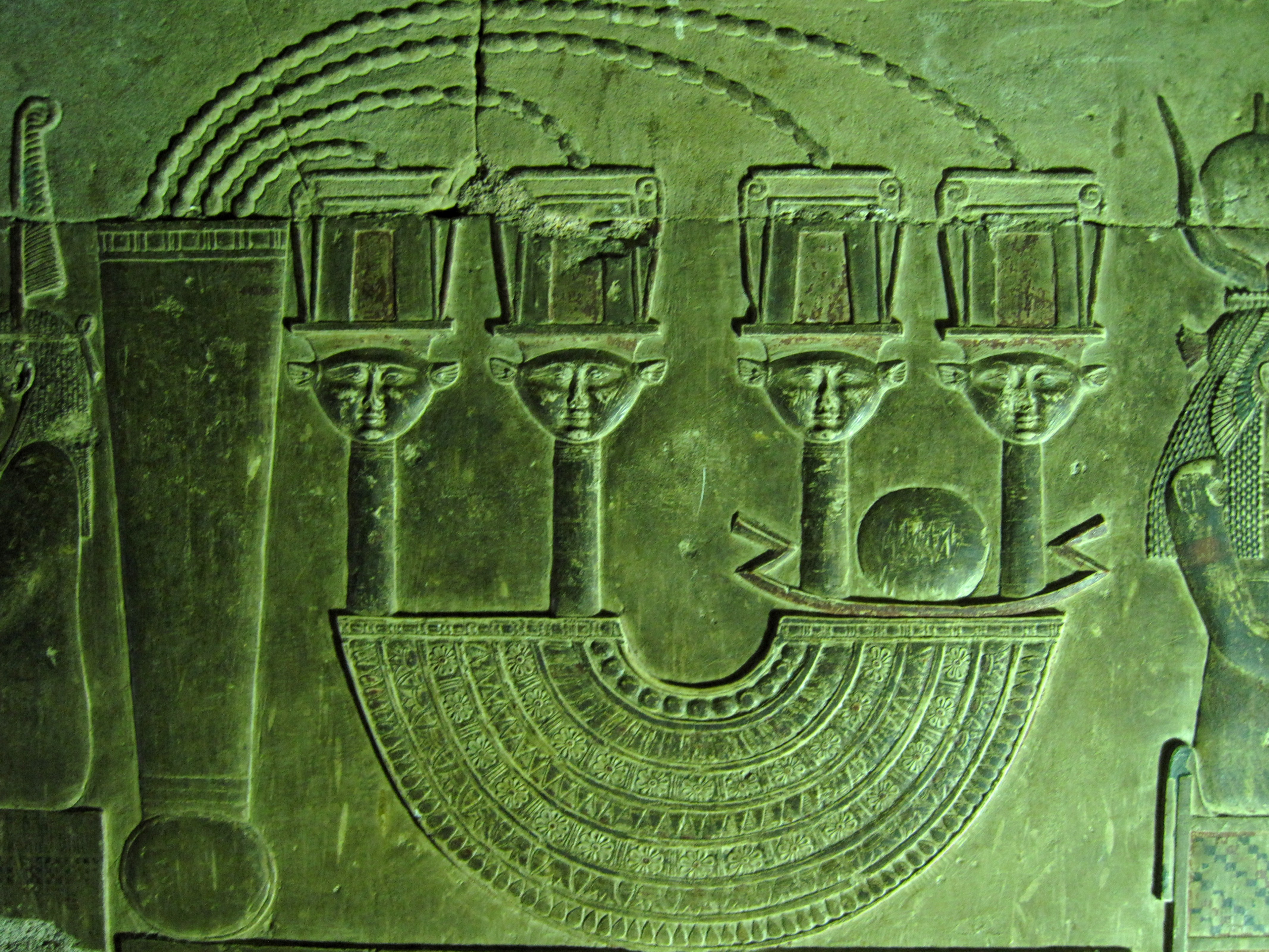
Collier ménat représenté sur un relief du complexe du temple d'Hathor à Dendérah.
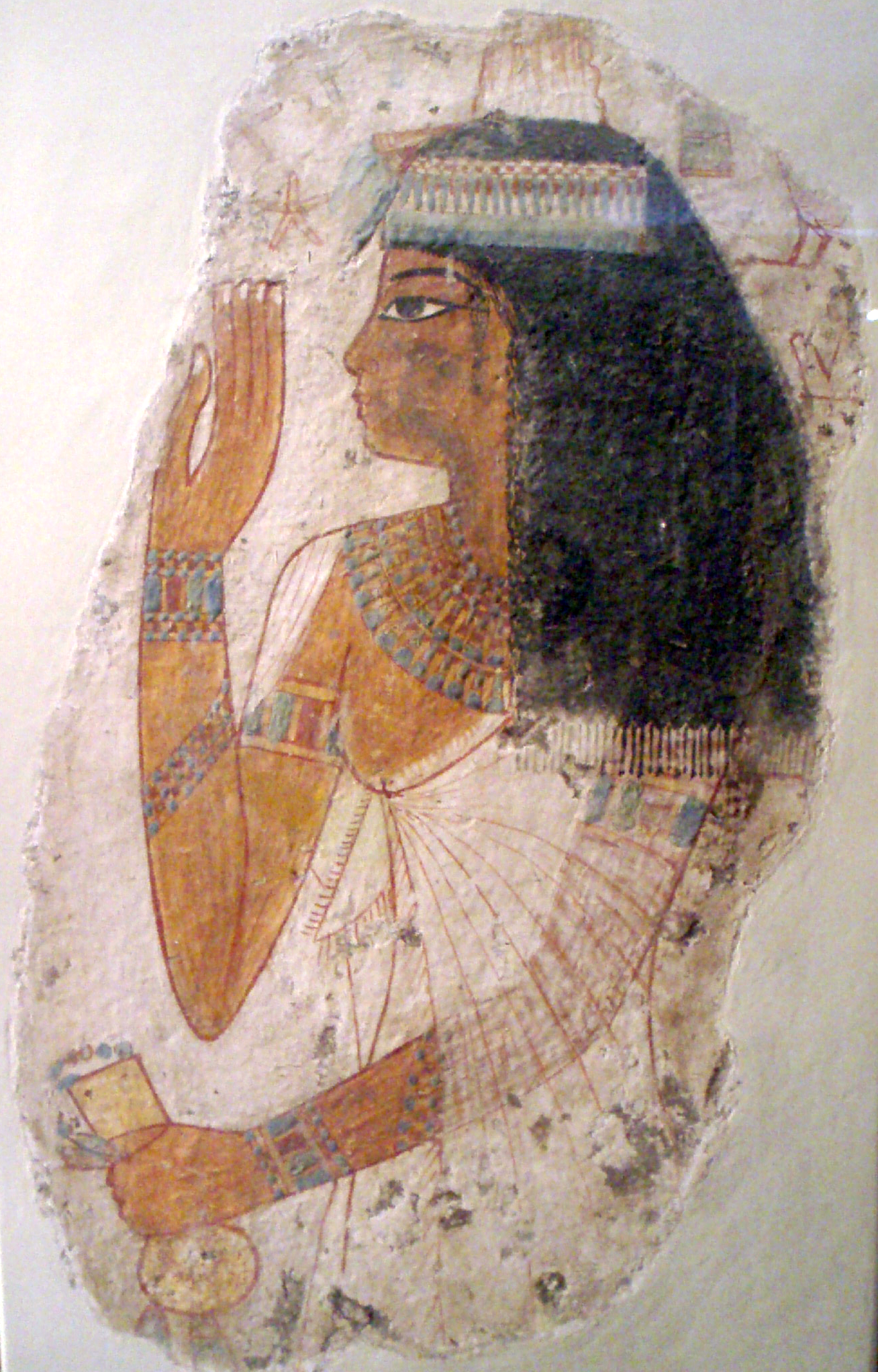
Ménat tenu dans la main gauche sur le portrait de la dame TjepouBrooklyn Museum.

## Utilisation
Le ménat était tenu dans la main par son contrepoids et utilisé comme hochet par les prêtresses d'Hathor. Il pouvait être utilisé musicalement comme crécelle. Il était aussi porté comme une amulette de protection, notamment par les taureaux Apis.

## Composition
Le ménat comprend généralement une mince pièce de bois plate avec un contrepoids, attachée à des ficelles perlées.
De nombreux rangs de perles enfilées sont sur une extrémité, les autres extrémités des ficelles perlées sont attachées au contrepoids qui pend sur le dos du porteur. Le contrepoids est souvent en faïence, mais d'autres matériaux comme le cuir et le bronze étaient également utilisés. Elle portait souvent des inscriptions ou des représentations de divinités associées à Hathor.

## Objectif
Le collier était censé assurer la chance et la fortune et protéger des mauvais esprits. Il était également porté pour se protéger dans l'au-delà et on le retrouve souvent enterré avec les morts, offert comme cadeau funéraire depuis l'époque ramesside. Il était censé favoriser la fécondité et la bonne santé pour les femmes, et pour les hommes, il signifiait la virilité.